# Đại đội độc lập, tiểu đoàn tập trung
Đại đội độc lập, tiểu đoàn tập trung là chiến lược tổ chức và tác chiến quân sự của Quân đội Nhân dân Việt Nam, được sáng tạo trong thời kỳ Chiến tranh Đông Dương. Đại tướng Võ Nguyên Giáp là vị tướng đã xây dựng chiến lược này trong thời gian diễn ra Chiến dịch Việt Bắc.

## Bối cảnh hình thành
Chiến dịch Việt Bắc là một nỗ lực quân sự lớn của Pháp nhằm phá vỡ cơ quan đầu não Việt Minh và tiêu diệt quân chủ lực Việt Minh, quân Việt Minh đã tiến hành phân tán, sự hình thành của chiến lược Đại đội độc lập, tiểu đoàn tập trung được xem là hệ quả từ cuộc tấn công này để đối phó với âm mưu của Pháp. Đây là chiến lược tổ chức và tác chiến quan trọng trong cuộc chiến chống Pháp, quân đội Việt Minh sẽ phân tán để tránh bị quân Pháp tìm diệt, và chỉ tập trung tại những địa điểm quan trọng khi thời cơ thuận lợi và khi địch sơ hở nhằm tạo được thế bất ngờ.

## Mô tả chiến lược
Đại đội độc lập, tiểu đoàn tập trung liên quan các yếu tố phân tán lực lượng và tập trung lực lượng; được xem là sự kết hợp giữa chiến tranh du kích và chiến tranh chính quy. Đại đội là quy mô quân đội phổ biến ở các huyện, tiểu đoàn là quy mô quân đội phổ biến ở cấp tỉnh, việc tổ chức cùng lúc hai bộ phận nhằm vừa tổ chức đánh du kích vừa đánh tập trung. Việc duy trì và triển khai 'đại đội độc lập' rộng khắp các địa phương nhằm thúc đẩy phong trào chiến tranh du kích, kéo căng các lực lượng đóng quân của Pháp, buộc họ phải dàn trải, còn 'tiểu đoàn tập trung' sẽ là chủ lực cho các trận đánh lớn. Cách tổ chức và tác chiến này, khiến cho mọi nỗ lực tìm kiếm quân chủ lực Việt Minh để tiêu diệt bị thất bại và luôn trong tình trạng bị động.
Hoạt động của đại đội độc lập còn bao gồm tuyên truyền sâu rộng, động viên, tổ chức nhân dân tham gia, ám sát quân nhân của địch; bên cạnh đánh du kích là các hoạt động binh địch vận mà theo Đảng Cộng sản Việt Nam là tạo thế chiến lược toàn dân đánh giặc, khiến quân Pháp và chính quyền thân Pháp phải đối phó nhiều mặt, từ đó tạo điều kiện thuận lợi cho các 'tiểu đoàn tập trung' và các trung đoàn chuẩn bị và tiến hành các chiến dịch nhỏ.

## Phát triển
Tháng 1 năm 1949, Thường vụ Trung ương Đảng Cộng sản Việt Nam ra nghị quyết thành lập các trung đoàn chủ lực cho các quân khu và thành lập 1 đại đoàn chủ lực đầu tiên. Ngày 28 tháng 8 năm 1949, Đại đoàn Quân tiên phong chính thức thành lập tại Thái Nguyên, ban đầu gồm 2 trung đoàn là Trung đoàn Thủ đô và Trung đoàn 88, về sau có thêm Trung đoàn 36 (Trung đoàn Bắc Bắc), tiếp sau có thêm 1 trung đoàn pháo binh.
Tháng 10 năm 1973, Quân đoàn 1 (Binh đoàn Quyết Thắng) được thành lập trong thời gian Chiến tranh Việt Nam, là quân đoàn chủ lực đầu tiên của Quân đội nhân dân Việt Nam.